# Trang phục thường ngày

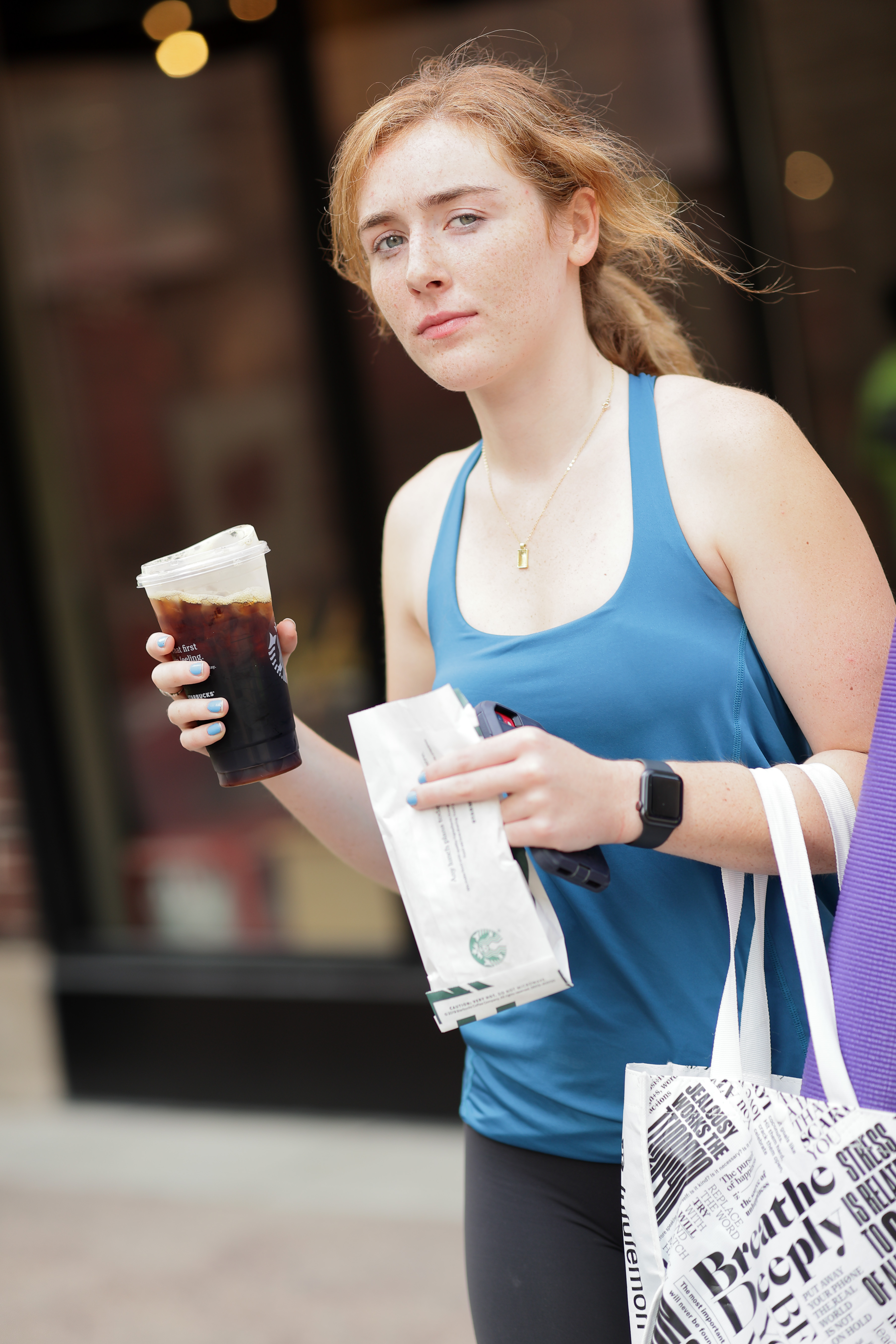
Ăn bận trang phục thường ngày ở Mỹ

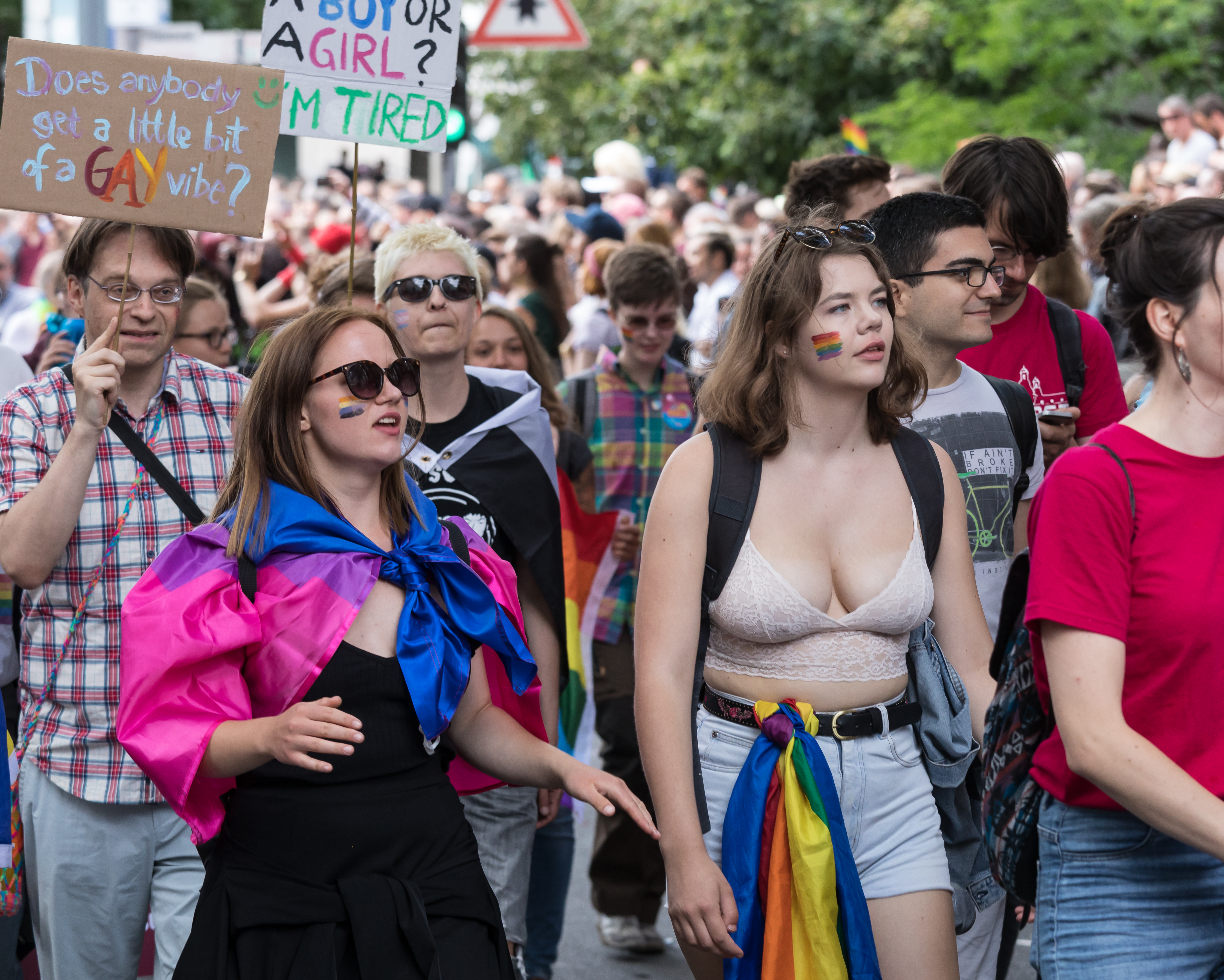
Trang phục bình dân hàng ngày trong một sự kiện

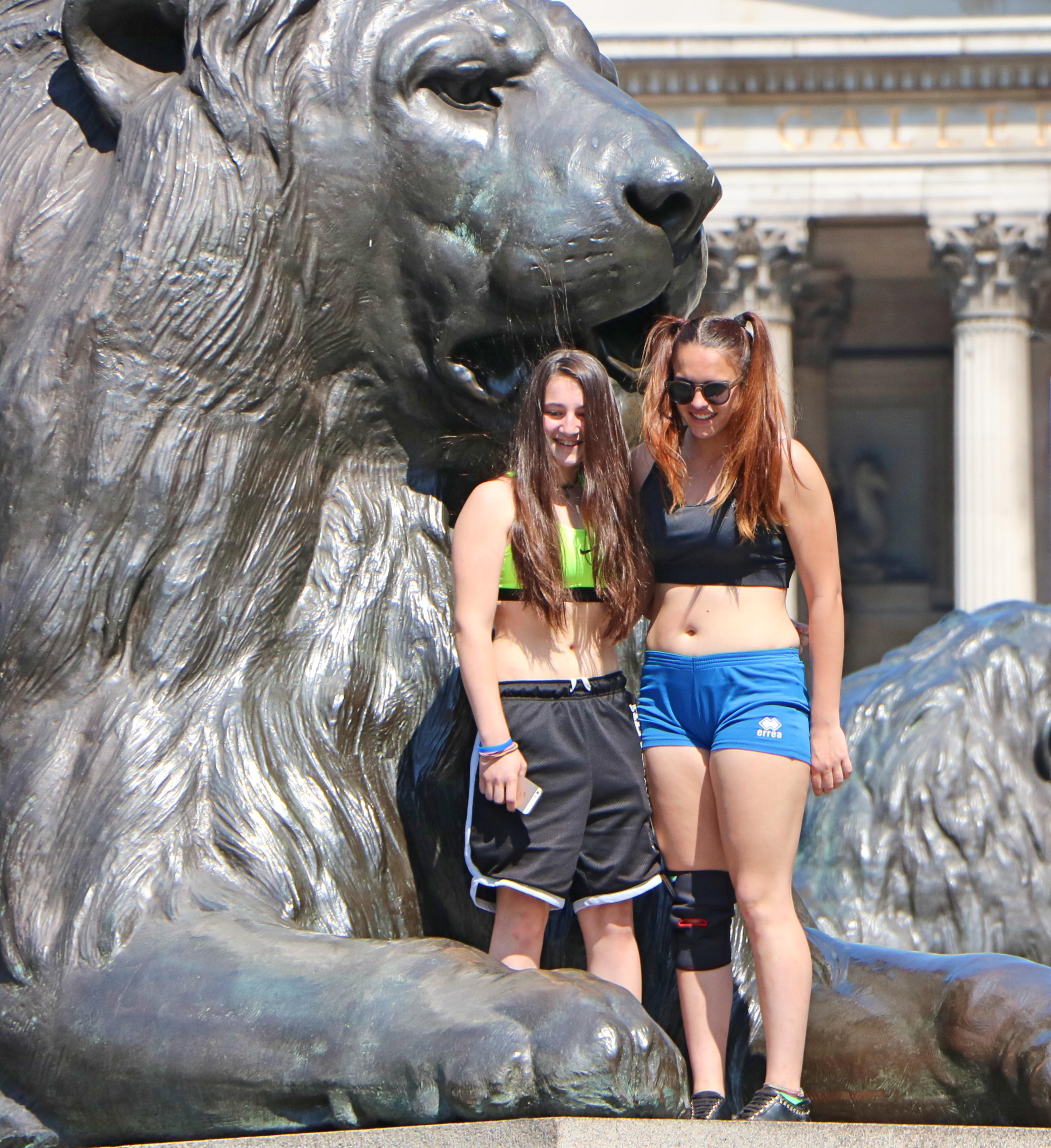
Trang phục thể thao hàng ngày

Trang phục thường ngày (Casual wear) hay trang phục hàng ngày (Casual attire) là một nguyên tắc trang phục phương Tây ăn bận thoải mái, thỉnh thoảng, tự phát, bình dân và phù hợp với hoàn cảnh để sử dụng trong cuộc sống hàng ngày thường nhật. Trang phục thường ngày trở nên phổ biến ở thế giới phương Tây sau nền văn hóa đối lập của những năm 1960. Khi nhấn mạnh đến sự thoải mái, cởi mở của trang phục thường ngày, nó có thể được gọi là trang phục giải trí hoặc trang phục mặc nhà, trang phục thường ngày theo truyền thống đề cập đến quy định về trang phục của phương Tây liên quan đến bộ vest, một bậc thấp hơn trang phục bán trang trọng do đó sẽ có tính trang trọng hơn những loại trang phục hàng ngày ngày. 

## Đại cương
Thời trang giản tiện hiện đại có thể bắt nguồn từ thời trang thể thao từ những năm 1920, bao gồm blazer bằng vải tuýt, giày oxford và váy chơi gôn. Sự gia tăng mức độ phổ biến của môn đạp xe đã dẫn đến nhu cầu về culottes, tiền thân của quần đùi các kiểu giản dị, không cầu kỳ. Khi thế kỷ trôi qua, sự "giản tiện" (đơn giản, gọn nhẹ, tiện lợi) đã bao gồm nhiều phong cách hơn, bao gồm đồ bảo hộ lao động bằng vải denim và các yếu tố từ đồng phục quân đội. Với sự phổ biến của những môn thể thao dành cho khán giả vào cuối thế kỷ XX, rất nhiều đồ dùng thể thao đã ảnh hưởng đến trang phục giản dị, chẳng hạn như bộ đồ chạy bộ, giày chạy bộ và quần áo chạy bộ. 
Các chất liệu cơ bản được sử dụng cho trang phục thường ngày bao gồm denim, cotton, vải jersey, flannel và fleece. Các chất liệu như velvet, vải chiffon và gấm thêu thường gắn liền với trang phục trang trọng hơn. Trong khi trang phục thường ngày gợi lên trang phục thực dụng, thì có rất nhiều cách thể hiện, bao gồm thời trang punk và thời trang lấy cảm hứng từ những thập kỷ trước, chẳng hạn như thời trang những năm 1970 và thời trang những năm 1980. Nghệ sĩ Madonna đã phổ biến ren, trang sức và mỹ phẩm thành trang phục thường ngày trong những năm 1980. Vào những năm 1990, thời trang hip hop đã sử dụng đồ trang sức cầu kỳ và chất liệu sang trọng kết hợp với đồ dùng thể thao và trang phục lao động chân tay. 
Trang phục thường ngày đã giới thiệu một phong cách thời trang "phi giới tính". Đến giai đoạn thời trang những năm 1960, phụ nữ đã mặc áo phông, quần jean và áo sơ mi có cổ, và lần đầu tiên sau gần 200 năm, đàn ông để tóc dài trở thành mốt. Trang phục thường ngày thường là quy định về trang phục mà trong đó các hình thức biểu hiện giới tính được thể nghiệm, chẵng hạn như đồ trang sức nam tính, trước đây được coi là gây sốc hoặc kích thích ngay cả trong các nhóm bình thường, và hiện nay hầu như không đáng chú ý trong các tình huống bán trang trọng. Amelia Bloomer đã giới thiệu quần dài dành cho phụ nữ như một sự thay thế bình thường cho váy và vòng trang trọng. Xu hướng thể hiện phụ nữ trong thế kỷ XX đã có xu hướng đẩy đường viền cổ áo của váy dạ hội trang trọng xuống thấp hơn và váy của váy cocktail cao hơn. Quần jean các loại, áo sơ mi (cổ bẻ thường ngày) và áo phông hoặc áo sơ mi không tay thường được coi là trang phục thường ngày của nam giới trong thời hiện đại.